# Paul Dahlke (Schauspieler)
Paul Victor Ernst Dahlke (* 12. April 1904 in Groß Streitz, Kreis Köslin, Provinz Pommern; † 23. November 1984 in Salzburg) war ein deutscher Schauspieler und Hörspielsprecher.

## Leben
Ernst Dahlke war als Landlehrer für Gesang sowie Turnen tätig und wurde als solcher öfters versetzt. Ab 1901 war er in Groß Streitz tätig, so dass sein Sohn Paul dort geboren wurde.

„In Streitz an der Ostsee bin ich geboren, Streitz ist ein Dorf, nein ein Ort, na sagen wir ein Fleckchen. In Streitz gibt es ein Gutshaus, eine Schule, ein paar Häuser ‚rundherum‘ und schließlich ein weinumranktes Lehrerhaus. Dieses Lehrerhaus war mein Vaterhaus.“

Musik war im Hause Dahlke von zentraler Bedeutung, der Vater komponierte in seiner Freizeit Kinder- und Volkslieder, die Mutter Anna sang und spielte Laute. 1904 zog die Familie nach Köslin und 1908 nach Stargard, so dass Paul dort eingeschult wurde

„Der Zufall wollte es, dass ich in der unteren Dorfschulklasse auch Unterricht bei meinen Vater erhielt, was ich keineswegs als Annehmlichkeit empfand, denn er war streng und zog mir häufig den Hosenboden stramm.“

Als Paul Sextaner war, wechselte sein Vater an die Oberrealschule in Dortmund, Paul machte 1922 dort sein Abitur.
Paul arbeitete während der Ferien in einer Zeche, was ihn dazu bewog, ab Oktober 1922 Bergbau an der Bergakademie Clausthal zu studieren. Er war seit 1922 Mitglied der dortigen Burschenschaft Schlägel und Eisen (DB) und verlor bei einer Mensur einen Teil des linken Ohres. Später wechselte er an die Technische Hochschule Berlin-Charlottenburg. Er besuchte auch Vorlesungen in Germanistik und Theaterwissenschaft und versuchte sich als Maler und Holzbildhauer.
1926 gab Dalke das Studium auf, was seine Eltern nicht begeisterte, und absolvierte eine Schauspielausbildung an der Max-Reinhardt-Schauspielschule in Berlin. Ab 1928 folgten Theaterengagements an verschiedenen Berliner Bühnen und in München. Zu seinen zahlreichen Rollen zählten auch die Titelrolle in Carl Zuckmayers Des Teufels General und in Axel von Ambessers Das Abgründige des Herrn Gerstenberg. Er spielte auch die Rolle des Professor Higgins in George Bernard Shaws Pygmalion. Von 1934 bis 1944 gehörte er zum Ensemble des Deutschen Theaters in Berlin. Dahlke stand 1944 in der Gottbegnadeten-Liste des Reichsministeriums für Volksaufklärung und Propaganda.
Ab 1934 spielte Dahlke in verschiedenen Filmrollen meist vitale Charaktere mit schlichtem Gemüt. Außerdem war er in vielen Dramenverfilmungen zu sehen, etwa als Ruprecht in Gustav Ucickys Heinrich-von-Kleist-Verfilmung Der zerbrochene Krug sowie in den Erich-Kästner-Verfilmungen von Das fliegende Klassenzimmer und Drei Männer im Schnee. Er spielte aber auch in NS-Propagandafilmen wie Verräter und Pour la Mérite mit.
Nach dem Krieg war Dahlke unter anderem von 1946 bis 1953 am Staatsschauspiel München tätig, danach gastierte er an verschiedenen Theatern. Seine zweite Ehefrau Elfe Gerhart-Dahlke, die er 1955 heiratete, war Schauspielerin und Bildhauerin.

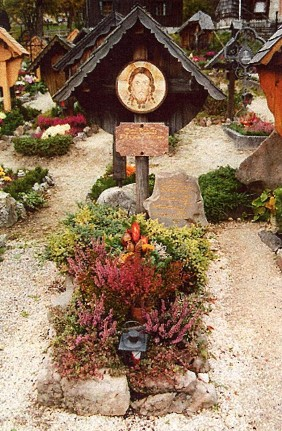
Grabstätte von Paul Dahlke

Einem breiten Publikum wurde Dahlke durch zahlreiche Fernsehrollen wie die des Rheinschiffers Jakob Wilde auf der MS Franziska in der gleichnamigen Serie (1978) bekannt. 1961 sprach er unter der Regie von Heinz-Günter Stamm die Titelrolle in der sechsteiligen Hörspielreihe Maigret und… vom Bayerischen Rundfunk. Als Synchronsprecher lieh er seine Stimme unter anderem Charles Laughton (Unter schwarzer Flagge, Der Fall Paradin) und Vincent Price (Schlüssel zum Himmelreich).
Paul Dahlke starb am 23. November 1984 im Alter von 80 Jahren in Salzburg. Seine Grabstelle befindet sich auf dem Friedhof in Grundlsee (Österreich).
Sein schriftlicher Nachlass befindet sich im Archiv der Akademie der Künste in Berlin.

## Auszeichnungen
- 1937: Ernennung zum Staatsschauspieler
- 1944: Aufnahme in die Liste der Gottbegnadeten durch Joseph Goebbels
- 1966: Pommerscher Kulturpreis
- 1974: Filmband in Gold für langjähriges und hervorragendes Wirken im deutschen Film
- 1979: Großes Verdienstkreuz des Verdienstordens der Bundesrepublik Deutschland

## Filmografie (Auswahl)
- 1934: Liebe, Tod und Teufel
- 1935: Das Mädchen Johanna
- 1935: Lady Windermeres Fächer
- 1936: Verräter
- 1937: Fridericus
- 1937: Mein Sohn, der Herr Minister
- 1937: Patrioten
- 1937: Daphne und der Diplomat
- 1937: Der zerbrochene Krug
- 1938: Urlaub auf Ehrenwort
- 1938: War es der im 3. Stock?
- 1938: Capriccio
- 1938: Verwehte Spuren
- 1938: Schwarzfahrt ins Glück
- 1938: Pour le Mérite
- 1938: Frauen für Golden Hill
- 1939: Die Hochzeitsreise
- 1939: Morgen werde ich verhaftet
- 1939: Es war eine rauschende Ballnacht
- 1939: Die barmherzige Lüge
- 1939: Wer küßt Madeleine?
- 1939: Robert Koch, der Bekämpfer des Todes
- 1939: Die unheimlichen Wünsche
- 1939: Kennwort Machin
- 1939: Befreite Hände
- 1940: Feinde
- 1940: Die keusche Geliebte
- 1940: Das Fräulein von Barnhelm
- 1940: Friedrich Schiller – Triumph eines Genies
- 1941: … reitet für Deutschland
- 1941: Venus vor Gericht
- 1941: Kameraden
- 1941: Die Kellnerin Anna
- 1941: Heimaterde
- 1942: Geliebte Welt
- 1942: Dr. Crippen an Bord
- 1942: Andreas Schlüter
- 1942: Fünftausend Mark Belohnung
- 1943: Ich vertraue Dir meine Frau an
- 1943: Romanze in Moll
- 1943: Gefährlicher Frühling
- 1944: Seine beste Rolle
- 1944: Das war mein Leben
- 1944: Der Täter ist unter uns
- 1944: Ich brauche dich
- 1944: Orient-Express
- 1944/48: Frech und verliebt
- 1944/49: Dreimal Komödie
- 1944/49: Das Gesetz der Liebe
- 1944/49: Der Posaunist
- 1945: Ein Mann wie Maximilian
- 1947: Und finden dereinst wir uns wieder…
- 1948: Lang ist der Weg
- 1948: Menschen in Gottes Hand
- 1948: Das verlorene Gesicht
- 1948: Der Apfel ist ab
- 1948: Die Zeit mit Dir
- 1949: Krach im Hinterhaus
- 1949: Begegnung mit Werther
- 1949: Die Reise nach Marrakesch
- 1949: Der Bagnosträfling
- 1950: Der Fall Rabanser
- 1950: Der Schatten des Herrn Monitor
- 1950: Kein Engel ist so rein
- 1950: Gute Nacht, Mary
- 1950: Der fallende Stern
- 1951: Falschmünzer am Werk
- 1951: Rausch einer Nacht
- 1952: Lockende Sterne
- 1952: Liebe im Finanzamt
- 1952: Der Tag vor der Hochzeit
- 1953: Einmal kehr’ ich wieder
- 1953: Vergiß die Liebe nicht
- 1953: Arlette erobert Paris
- 1954: … und ewig bleibt die Liebe
- 1954: Clivia
- 1954: Die tolle Lola
- 1954: Drei vom Varieté
- 1954: Das fliegende Klassenzimmer
- 1955: Drei Männer im Schnee
- 1955: Roman einer Siebzehnjährigen
- 1955: Meine Kinder und ich
- 1955: Ihr erstes Rendezvous
- 1956: Frucht ohne Liebe
- 1956: Stresemann
- 1956: Die Ehe des Dr. med. Danwitz
- 1956: Der erste Frühlingstag
- 1956: Kitty und die große Welt
- 1956: Made in Germany – Ein Leben für Zeiss
- 1957: Liebe, wie die Frau sie wünscht
- 1957: Bekenntnisse des Hochstaplers Felix Krull
- 1957: Das Abgründige in Herrn Gerstenberg (TV)
- 1957: Anders als du und ich
- 1957: Heute blau und morgen blau
- 1958: Alle Sünden dieser Erde
- 1959: Der Rebell von Samara (Il Vendicatore)
- 1959: Abschied von den Wolken
- 1959: Die Wahrheit über Rosemarie
- 1959: Liebe, Luft und lauter Lügen
- 1959: Die Nackte und der Satan
- 1959: Zurück aus dem Weltall
- 1959: Die feuerrote Baronesse
- 1959: Drillinge an Bord
- 1960: Ein Student ging vorbei
- 1961: Sansibar
- 1961: Jedermann
- 1961: Der Fall Winslow (TV)
- 1961: Deutschland – deine Sternchen
- 1962: Das Mädchen und der Staatsanwalt
- 1962: Unsere Jenny (TV)
- 1962: Affäre Blum (TV)
- 1963: Die Entscheidung (TV)
- 1963: Mit besten Empfehlungen
- 1963: Die schwarze Kobra
- 1963: Das Haus in Montevideo
- 1964: Begegnung in Salzburg
- 1964: Eiche und Angora (TV)
- 1964: Eines schönen Tages (TV)
- 1964: Das Geheimnis der chinesischen Nelke
- 1964: Sie werden sterben, Sire (TV)
- 1964: Das Kriminalmuseum – Gesucht: Reisebegleiter
- 1964: Sechs Stunden Angst (TV)
- 1964: Ein langer Tag (TV)
- 1965: Pflicht ist Pflicht (TV)
- 1965: Die fünfte Kolonne – Besuch von drüben
- 1965: Lage hoffnungslos – aber nicht ernst (Situation Hopeless … But Not Serious)
- 1965: Die Sommerfrische (TV)
- 1965: Das Kriminalmuseum – Die Ansichtskarte
- 1965: Das Geheimnis der drei Dschunken
- 1965: Der zerbrochene Krug (TV)
- 1966: Erinnerung an zwei Montage (TV)
- 1966: Ein unruhiger Tag (TV)
- 1966: Ernest Barger ist sechzig (TV)
- 1967: Ein Schlaf Gefangener (TV)
- 1967: Das Kriminalmuseum – Die Zündschnur
- 1967: Die Heiden von Kummerow und ihre lustigen Streiche
- 1967: Der Renegat (TV)
- 1969: Reise nach Tilsit (TV)
- 1969: Donnerwetter! Donnerwetter! Bonifatius Kiesewetter
- 1969: Spion unter der Haube (TV)
- 1970: Heintje – Einmal wird die Sonne wieder scheinen
- 1971: Die Sieben Ohrfeigen (TV)
- 1971: Das Feuerwerk (TV)
- 1972: Der Illegale (TV-Mehrteiler)
- 1973: Oh Jonathan – oh Jonathan!
- 1973: Der Monddiamant (TV-Mehrteiler)
- 1974: Der Kommissar – Tod eines Landstreichers
- 1974: Sonderdezernat K1 – Kein Feuer ohne Rauch
- 1975: Die Stadt im Tal (zweiteiliger Fernsehfilm)
- 1976: Die Tannerhütte (TV)
- 1977: Des Doktors Dilemma (TV)
- 1977: Sonderdezernat K1 – Der Regen bringt es an den Tag
- 1977: Polizeiinspektion 1 – Der Vermißte
- 1978: MS Franziska (TV-Serie)
- 1978: Schusters Gespenster (TV-Serie)
- 1978: Diamantenpfade (Almaznaya tropa)
- 1979: Nachbarn und andere nette Menschen (TV)
- 1979: Tödlicher Ausgang (TV)
- 1980: Kein Geld für einen Toten (TV)
- 1980: Der Alte – Die tote Hand
- 1980: Leute wie du und ich (TV)
- 1981: O du fröhliche – Besinnliche Weihnachtsgeschichten (TV)
- 1982: Sonderdezernat K1 – Die Spur am Fluß
- 1982: Leben im Winter (TV)
- 1982: Die Krimistunde (Fernsehserie, Folge 2, Episode: „Das Haus des Colonels“)
- 1982: Heimkehr nach Deutschland (TV)
- 1983: Unternehmen Arche Noah (TV)
- 1983: Derrick – Die Tote in der Isar
- 1983: Die zweite Frau (TV)
- 1983: Kontakt bitte … (TV-Serie)
- 1984: Heute und damals (TV)
- 1984: Freundschaften (TV)
- 1985: Die Krimistunde (Fernsehserie, Folge 15, Episode: „Kleines Memento“)

## Theater
- 1930: George Bernard Shaw: Die heilige Johanna (Kaplan de Stogumber) – Regie: Heinz Hilpert (Deutsches Theater Berlin)
- 1930: William Shakespeare: Was ihr wollt (Bauernjunge Wilhelm) – Regie: Heinz Hilpert (Deutsches Theater Berlin)
- 1932: Marcel Pagnol: Fanny (Briefträger) – Regie: Heinz Hilpert (Theater Volksbühne am Bülowplatz Berlin)
- 1932: Walter Gilbricht: Oliver Cromwells Sendung (Rupprecht von der Pfalz) – Regie: Heinz Hilpert (Theater Volksbühne am Bülowplatz Berlin)
- 1933: Carl Zuckmayer: Schinderhannes (Kumpan von Schinderhannes) – Regie: Heinz Hilpert (Theater Volksbühne am Bülowplatz Berlin)
- 1933: William Shakespeare: Viel Lärm um nichts – Regie: Heinz Hilpert (Theater Volksbühne am Bülowplatz Berlin)
- 1933: William Shakespeare: Der Widerspenstigen Zähmung – Regie: Heinz Hilpert (Theater Volksbühne am Bülowplatz Berlin)
- 1933: Friedrich Schreyvogl: Tod in Genf (Taraskiewicz) – Regie: Martin Kerb (Volksbühne Theater am Horst Wessel Platz Berlin)
- 1934: Hermann Sudermann: Stein unter Steinen (Kriminalkommissar) – Regie: Heinz Hilpert (Volksbühne Theater am Horst Wessel Platz Berlin)
- 1934: Georg Büchner: Leonce und Lena (Landrat) – Regie: Heinz Hilpert (Volksbühne Theater am Horst Wessel Platz Berlin)
- 1934: Heinrich von Kleist: Der zerbrochne Krug (Ruprecht Tümpel) – Regie: Heinz Hilpert (Volksbühne Theater am Horst Wessel Platz Berlin)
- 1936: Nikolai Gogol: Die Heirat (Kotschkarjow) – Regie: Bruno Hübner (Deutsches Theater Berlin)
- 1937: Gerhart Hauptmann: Elga [und] Hanneles Himmelfahrt – Regie: Heinz Hilpert, Paul Verhoeven (Deutsches Theater Berlin – Kammerspiele)
- 1937: Hans Rehberg: Friedrich I. – Regie: Heinz Hilpert (Deutsches Theater Berlin – Kammerspiele)
- 1951: Ludwig Tieck: Der Blaubart – Regie: Jürgen Fehling (Residenztheater München)
- 1977: Alan Ackbourn: Halbe Wahrheiten – Regie: Florian Lepuschitz (Die Komödie Frankfurt am Main)

## Hörspiele
- 1946: Wer weint um Juckenack? – Regie: Harald Braun
- 1947: Elga (nach Gerhart Hauptmann) – Regie: Helmut Brennicke
- 1949: Das Verhör des Lukullus – Regie: Harald Braun
- 1949: Schiff ohne Hafen – Regie: Fritz Benscher
- 1950: Damals in Kongalonga – Regie: Axel von Ambesser
- 1950: Nichts von Bedeutung – Regie: Heinz-Günter Stamm
- 1951: Der arme Mensch – Regie: Walter Ohm
- 1952: Der Revisor (nach Nikolai Gogol) – Regie: Walter Ohm
- 1952: Barabbas – Regie: Walter Ohm
- 1952: Das Festbankett – Regie: Heinz-Günter Stamm
- 1952: Zwei Männer und ein Gentleman – Regie: Walter Ohm
- 1953: Abschied in Taganrog – Regie: Heinz-Günter Stamm
- 1953: Sir Michaels Abenteuer – Regie: Willy Purucker
- 1953: Der in der Mitte – Regie: Heinz-Günter Stamm
- 1953: Im Räderwerk – Regie: Fränze Roloff
- 1953: Ohne Angabe der Adresse – Regie: Heinz-Günter Stamm
- 1953: Das Boot ohne Fischer – Regie: Walter Ohm
- 1953: Heute Nacht in Samarkand – Regie: Heinz-Günter Stamm
- 1953: Wir waren drei – Regie: Friedrich-Carl Kobbe
- 1953: Der falsche Schutzengel – Regie: Heinz-Günter Stamm
- 1953: Penny – Regie: Heinz-Günter Stamm
- 1953: Der Apollo von Bellac – Regie: Heinz-Günter Stamm
- 1954: Der tolle Bursche Mac – Regie: Kurt Wilhelm
- 1954: Zwischen Erde und Himmel – Regie: Cläre Schimmel
- 1954: Vor der Sintflut – Regie: Heinz-Günter Stamm
- 1954: Das Licht der Welt – Regie: Otto Arneth
- 1956: Zwischen Erde und Himmel – Regie: Heinz-Günter Stamm
- 1956: Die Geschworenen haben das Wort – Regie: Heinz-Günter Stamm
- 1956: Minna von Barnhelm – Regie: Heinz-Günter Stamm
- 1956: Das goldene Rad – Regie: Fritz Schröder-Jahn
- 1957: Menschliche Komödie – Regie: Heinz-Günter Stamm
- 1957: Die Ballade vom halben Jahrhundert – Regie: Heinz-Günter Stamm
- 1957: Martha – Regie: Heinz-Günter Stamm
- 1957: Der Telefonist (Berlin Sommer 1944) – Regie: Hans Rosenhauer
- 1957: Ein Skelett in jedem Schrank – Regie: Gerlach Fiedler
- 1958: Nicht alles glänzt, was Gold ist – Regie: Heinz-Günter Stamm
- 1958: Pastorale oder Die Zeit für Kakao – Regie: Fritz Schröder-Jahn
- 1958: Gullivers neueste Reise – Regie: Otto Kurth
- 1958: Menschen im Hotel – Regie: Heinz-Günter Stamm
- 1958: Der Weg nach Grenoble – Regie: Hermann Wenninger
- 1958: Flachsmann als Erzieher – Regie: Heinz-Günter Stamm
- 1959: Barabbas – Regie: Fritz Wilm Wallenborn
- 1959: Die deutschen Kleinstädter oder Ein Mann kommt in die Stadt – Regie: Heinz-Günter Stamm
- 1959: Das Tagebuch der französischen Bürgerin Désirée Regie: Heinz-Günter Stamm
- 1959: Wohin so eilig, schönes Kind? – Bearbeitung und Regie?: Willy Purucker
- 1959: Hasemanns Töchter – Regie: Heinz-Günter Stamm
- 1959: Johannisfeuer – Regie: Heinz-Günter Stamm
- 1959: Die Weber – Regie: Heinz-Günter Stamm
- 1960: Jubiläum – Regie: Martin Walser
- 1960: Die Schmetterlingsschlacht – Regie: Heinz-Günter Stamm
- 1960: Inspektor Hornleigh (1. Staffel/7 Folgen) – Regie: Walter Netzsch
- 1961: Der Retter – Regie: Walter Ohm
- 1961: Vogelinsel – Regie: Heinz-Günter Stamm
- 1961: Maigret und die Bohnenstange – Regie: Heinz-Günter Stamm
- 1961: Maigret und der gelbe Hund – Regie: Heinz-Günter Stamm
- 1961: Maigret und die Unbekannte – Regie: Heinz-Günter Stamm
- 1961: Maigret und sein Revolver – Regie: Heinz-Günter Stamm
- 1961: Maigret und die Groschenschenke – Regie: Heinz-Günter Stamm
- 1961: Maigret und seine Skrupel – Regie: Heinz-Günter Stamm
- 1961: Der Sonderfall – Regie: Axel Corti
- 1961: Gortstraße – Regie: Walter Ohm
- 1962: Das Extemporale – Regie: Heinz-Günter Stamm
- 1962: Die gespaltene Hand – Regie: Heinz-Günter Stamm
- 1962: Sperrzone – Regie: Edward Rothe
- 1962: Gefahr – Regie: Fritz Schröder-Jahn
- 1963: Sherlock Holmes auf Freiersfüßen – Regie: Heinz-Günter Stamm
- 1963: Vor Sonnenuntergang – Regie: Heinz-Günter Stamm
- 1964: Waldhausstraße 20 – Regie: Walter Ohm
- 1964: In der Sache J. Robert Oppenheimer – Regie: Fritz Schröder-Jahn
- 1964: Die Ehre – Regie: Heinz-Günter Stamm
- 1964: Die Hose – Mitautor und Regie: Rudolf Noelte
- 1964: Heilige Zeit – Regie: Heinz-Günter Stamm
- 1965: Plädoyer – Regie: Friedhelm von Petersson
- 1965: Einmal ein Mörder – immer ein Mörder! – Regie: Hans Cremer
- 1965: Die Fahrradklingel – Regie: Mathias Neumann
- 1966: Midas der schimmernden Berge – Regie: Heinz-Günter Stamm
- 1967: Der Engel mit der Plastikbombe – Regie: Walter Netzsch
- 1968: Joel Brand – Regie: Walter Ohm
- 1968: Die Fee – Regie: Heinz-Günter Stamm
- 1969: Der Gruftwächter (nach Franz Kafka) – Regie: Ferry Bauer
- 1971: Ich bin ein Krimineller – Regie: Heinz-Günter Stamm
- 1972: Besser gar nicht, als spät – Regie: Fritz Schröder-Jahn
- 1976: Charles Dickens: Oliver Twist – Regie:  Rolf Ell (ariola LP 27 976 XAW)

## Schriften
- Heiteres Sternbild. Blüchert Verlag, Stuttgart 1955.